# 地中海森林、疏林和灌叢

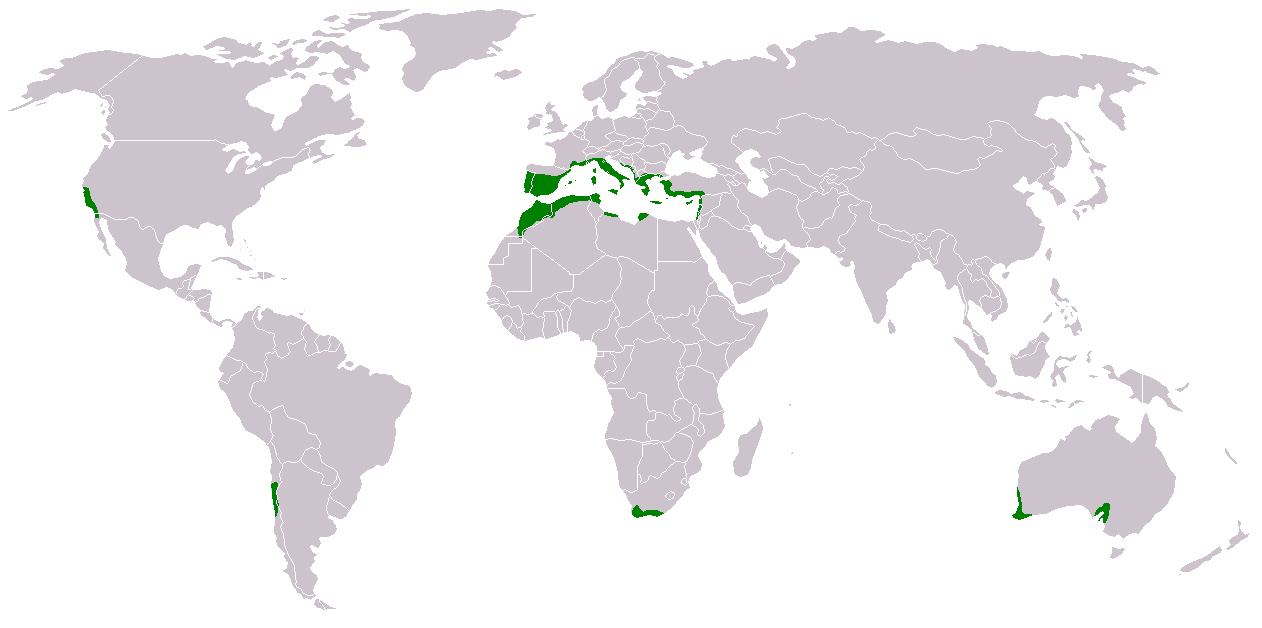
地中海森林，疏林和灌叢的分布

地中海森林、疏林和灌叢（英語：Mediterranean forests, woodlands, and scrub）是屬於地中海型氣候的生態群系，在此區域中，氣候特徵為夏季乾燥炎熱，冬季多雨涼爽。

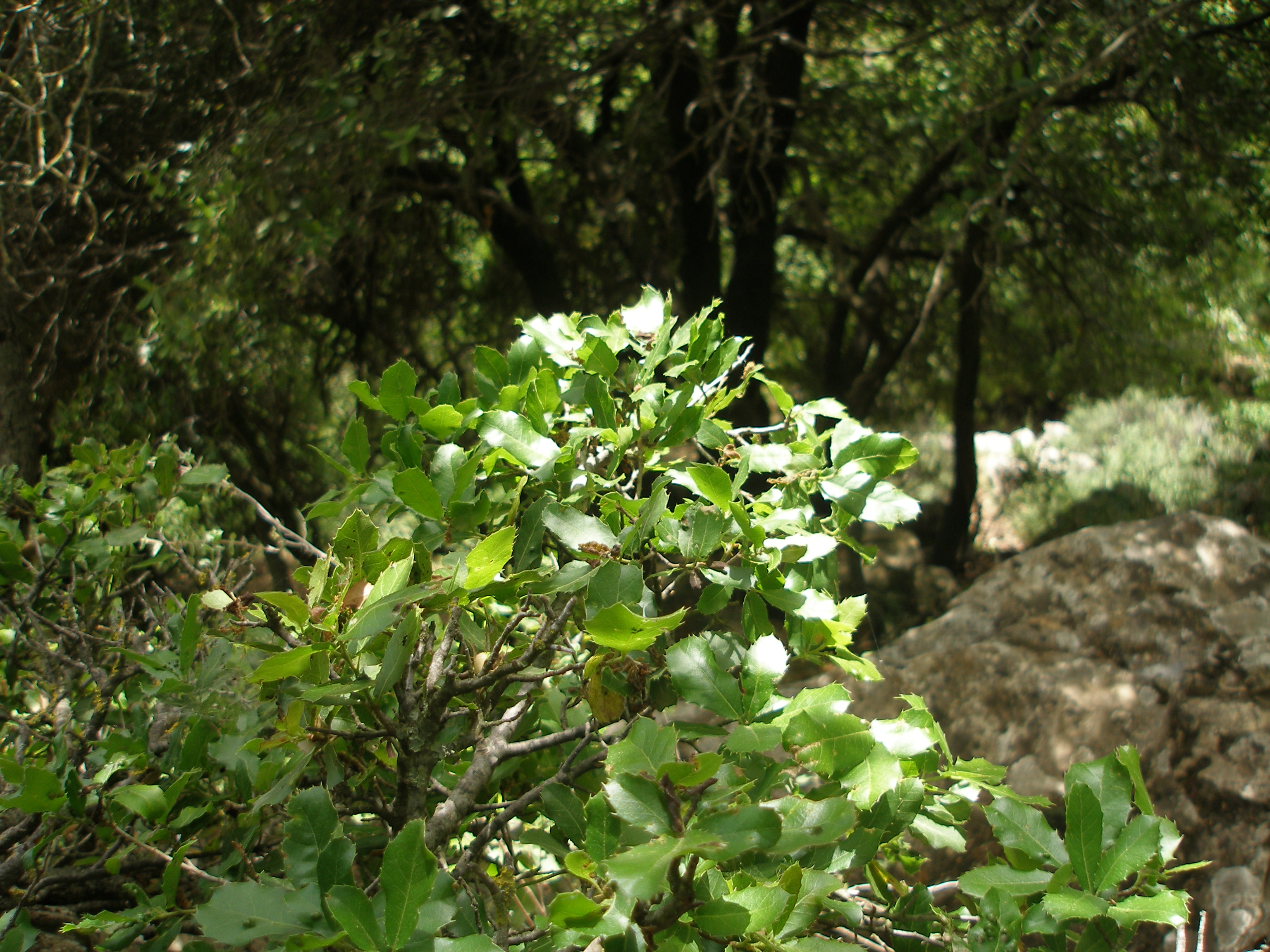
一處位於以色列上加利利的地中海森林

此生態群系均出現於世界五大地中海型氣候地区中，如下：
- 地中海盆地
- 智利馬托拉爾（英语：Chilean Matorral）
- 加利福尼亞叢林（英语：California chaparral and woodlands），位於加州與下加利福尼亞半島一帶
- 澳洲西南部（英语：Southwest Australia）
- 南非開普省至西開普省一帶

## 外部連結
- National Geographic Global 200 Ecoregions: Mediterranean Forest, Woodland and Scrub. （页面存档备份，存于）  Part of National Geographic's Wild World Terrestrial Ecoregions of the World （页面存档备份，存于） mapping project.（英文）